# Taphrocerus howardi
Taphrocerus howardi är en skalbaggsart som beskrevs av Jan Obenberger 1934. Taphrocerus howardi ingår i släktet Taphrocerus och familjen praktbaggar. Inga underarter finns listade i Catalogue of Life.